# Instancia Equidad y Reconciliación
La Instancia Equidad y Reconciliación (IER) (en árabe,  هيئة الإنصاف و المصالحة Hay'at al-Inṣāf wa-l-Muṣālaḥa; en francés, Instance Equité et Réconciliation) es un organismo creado por el Estado marroquí para el «esclarecimiento de la verdad sobre las graves violaciones de derechos humanos cometidas en el pasado», esto es, investigar sobre la represión y la guerra sucia llevadas a cabo durante el reinado de Hasan II. 

## Historia
Fue instaurada oficialmente por el rey Mohammed VI el 7 de enero de 2004. Sus estatutos se regulan mediante el dahir (real decreto) 1.04.42 del 20 de abril de 2004. No tiene competencias judiciales sino que se dedica a la investigación, evaluación y propuesta de reparaciones. Son sus competencias oficiales:
- Establecer los hechos constituyentes de violaciones de derechos humanos cometidos entre la independencia del país (1956) hasta el año en que se decide la creación de esta instancia (1999). El periodo corresponde en su mayor parte al reinado de Hasan II.
- Investigar casos no resueltos de desaparición forzosa de personas.
- Determinar la responsabilidad de los órganos estatales u otros en las violaciones de derechos humanos.
- Proponer indemnizaciones a las víctimas.
- Elaborar un informe que inclluya las conclusiones de las investigaciones y propuestas de políticas destinadas a evitar casos similares en el futuro, preservar la memoria histórica y reparar las secuelas de la guerra sucia.
- Contribuir al diálogo y la reconciliación nacional.

Aunque la IER pretende rehabilitar a las víctimas de los años de plomo, todos los testimonios que ha ido recogiendo en audiciones públicas han contado con el requisito previo de que no debía nombrarse a las personas responsables de las violaciones de derechos humanos. La IER pretende reparar en cierta medida los daños causados a las personas represaliadas pero en modo alguno perseguir a los responsables de los hechos investigados, la mayoría de los cuales siguen en activo al servicio de la administración o lo han estado hasta su jubilación. Por este motivo la IER ha recibido duras críticas de asociaciones de derechos humanos, que la acusan de querer lavar la imagen del Estado marroquí sin proceder en realidad a una revisión y limpieza de sus mecanismos de seguridad. La Asociación Marroquí de Derechos Humanos (AMDH) ha realizado desde febrero de 2005 unas sesiones de testimonio público paralelas a las de la IER y diferentes a las oficiales en tanto que no se exige ninguna autocensura. Por ellas han pasado cerca de 200 víctimas de la represión que, según la AMDH, han sido ignoradas por la IER por su voluntad de denunciar a sus torturadores u otras razones políticas.